# Konstantin Matwejewitsch Feofilaktow

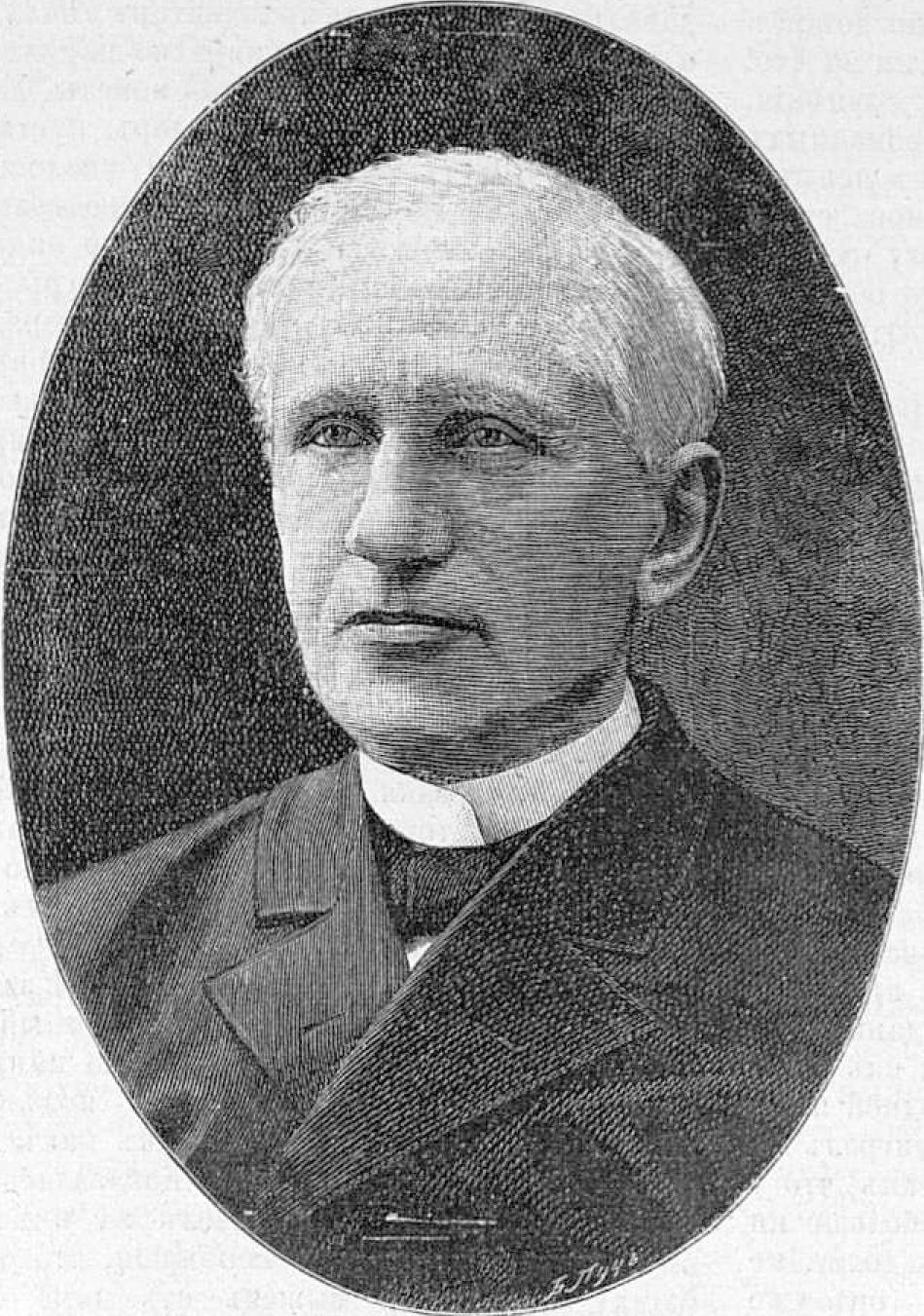
Konstantin Matwejewitsch Feofilaktow 1894

Konstantin Matwejewitsch Feofilaktow (russisch Константин Матвеевич Феофилактов; * 20. Oktoberjul. / 1. November 1818greg. in Sankt Petersburg, Russisches Kaiserreich; † 21. Januarjul. / 3. Februar 1901greg. in Kiew, Russisches Kaiserreich) war ein russischer Geologe, Gründer der Kiewer Schule der Geologie und Petrografie und von 1880 bis 1881 Rektor der St. Wladimir-Universität Kiew.

## Leben
Feofilaktow ging in Sankt Petersburg zur Schule und studierte ebenda von 1832 bis Dezember 1841 Physik und Mathematik am Haupt-Pädagogischen-Institut (Главный педагогический институт). 1842 ging er in den Ural, um die dortige Geologie zu studieren und ab 1843 hielt er sich zwei Jahre für Studien in Skandinavien auf.
Ab Mitte 1845 war er am Institut für Mineralogie und Geologie der St.-Wladimir-Universität beschäftigt und wurde 1851 Doktor der Naturwissenschaften. In diesem Jahr entdeckte er auch, auf der Suche nach Mineralvorkommen in der rechtsufrigen Ukraine, den Ilyinets-Krater, einen verschütteten Einschlagkrater im Osten der heutigen Oblast Winnyzja.
1871 wurde er ordentlicher Professor für Mineralogie und Geologie und von 1877 bis 1880 und von 1884 bis 1887 war er Dekan der Fakultät für Physik und Mathematik an der Universität Kiew. 1880 wurde er Rektor der Universität, gab das Amt jedoch bereits 1881 aufgrund seines sich verschlechternden Gesundheitszustand wieder auf.
Feofilaktow erstellte detaillierte geologische Karten, für die er 1876 den ersten Preis der  Kaiserliche St. Petersburger Mineralogische Gesellschaft verliehen bekam und die die Grundlagen der nationalen Kartografie bildeten. Er schuf an der Universität ein mineralogisches Labor mit einer großen dazugehörigen Bibliothek und vermachte ihr seine geologische Sammlung mit über 3000 wertvollen Exponaten.
Feofilaktow starb in Kiew und wurde auf dem Baikowe-Friedhof beerdigt.

## Ehrungen
Feofilaktow war Mitglied zahlreicher wissenschaftlicher Gesellschaften in Russland, besaß den Rang eines Geheimrates und erhielt viele Orden und Ehrungen. Darunter:
- 1858 Sankt-Stanislaus-Orden 2. Klasse
- 1864 Russischer Orden der Heiligen Anna 2. Klasse
- 1873 Orden des Heiligen Wladimir 3. Klasse
- 1877 Orden des Heiligen Stanislaus 1. Klasse
- 1881 Russischer Orden der Heiligen Anna 1. Klasse